# 最优秀教授党员
98名最优秀教授党员是指1945年5月5日中国国民党六大召开前夕，中央秘书长朱家骅与中央组织部长陈立夫联名向蔣中正推荐98名“最优秀教授党员”。与部聘教授、中央研究院院士一起被学者誉为“民国教授的三大荣誉”。

## 名册
:7-9
- 中央政治学校：萨孟武、赵兰坪、寿勉成、罗刚
- 中央大学：顾毓琇、戴修瓒、周鸿经、许心武、许恪士
- 西南联合大学：张伯苓、蒋梦麟、梅贻琦、冯友兰、华罗庚、贺麟、陈雪屏、姚从吾
- 国立武汉大学：王星拱、朱光潜、杨端六
- 国立浙江大学：竺可桢、吴文晖、张其昀、李相勗
- 中山大学：金曾澄、邓植仪、陈安仁、崔载阳
- 交通大学：李熙谋、钱用和、罗忠忱
- 西北大学：刘季洪、陆懋德、杜元载
- 同济大学：徐诵明、邓瑞麟、叶雪安
- 东北大学：臧启芳、金景芳、金毓黻
- 四川大学：周厚复、方文培、黄建中
- 暨南大学：何炳松、周宪文
- 湖南大学：胡庶华
- 厦门大学：萨本栋、陈德恒
- 云南大学：熊庆来、伍纯武、鲁冀参
- 广西大学：李运华、雷沛鸿
- 中正大学：萧蘧、罗廷光
- 贵州大学：张廷休、李光忠、张丕介
- 河南大学：张广舆
- 复旦大学：章益、伍蠡甫、卢于道、吴南轩
- 重庆大学：张洪沅、何杰、冯简
- 英士大学：杜佐周、丁求真
- 金陵大学：陈裕光、章之汶、罗倬汉
- 大夏大学：欧元怀
- 燕京大学：陈寅恪
- 岭南大学：李应林
- 齐鲁大学：汤吉禾
- 中华大学：陈时
- 华西协合大学：张凌高
- 福建协和大学：林景润、林希谦
- 上海医学院：朱恒璧
- 中正医学院：王子玕
- 国立师范学院：廖世承、孟宪承
- 西北师范学院：李蒸、黎锦熙、齐国樑
- 女子师范学院：谢循初、任培道
- 社会教育学院：陈礼江、童德富
- 西北工学院：潘承孝、萧连波
- 贵阳医学院：李宗恩
- 江苏医学院：胡定安
- 湘雅医学院：张孝骞
- 甘肃学院：宋恪
- 西北农学院：邹树文
- 北洋工学院：李书田